# 미나미코마쓰시마역
미나미코마쓰시마역(일본어: 南小松島駅)은 일본 도쿠시마현 고마쓰시마시에 위치한 시코쿠 여객철도 무기 선의 철도역이다. 역 번호는 M06이며, 섬식 승강장 1면 2선의 구조를 갖춘 지상역이다.

## 타는 곳
| 1 | ■ 무기 선 | 아난 · 무기 · 가이후 방면 (대부분의 열차) 도쿠시마 · 이타노 · 나루토 · 아나부키 방면 (일부) |
| 2 | ■ 무기 선 | 도쿠시마 · 이타노 · 나루토 · 아나부키 방면 (대부분의 열차) 아난 · 무기 · 가이후 방면 (일부) |

## 이용 현황
| 연도     | 하루 평균 | 연도     | 하루 평균 |
| 1995년도 | 1,173     | 2003년도 | 769       |
| 1996년도 | 1,123     | 2004년도 | 785       |
| 1997년도 | 1,031     | 2005년도 | 798       |
| 1998년도 | 964       | 2006년도 | 827       |
| 1999년도 | 895       | 2007년도 | 817       |
| 2000년도 | 846       | 2008년도 | 831       |
| 2001년도 | 819       | 2009년도 | 791       |
| 2002년도 | 767       | 2010년도 | 797       |
| -------- | --------- | -------- | --------- |

## 역 주변
- 고마쓰시마 시청
- 고마쓰시마 경륜장
- 도쿠시마 적십자 병원
- 히가시토쿠시마 농업 협동조합

## 인접 역
| 시코쿠 여객철도 무기 선     | 시코쿠 여객철도 무기 선              | 시코쿠 여객철도 무기 선       |
| --------------------------- | ------------------------------------ | ----------------------------- |
| M 00 도쿠시마 도쿠시마 방면 | 특급 '무로토' · '홈 익스프레스 아난' | 하노우라 M 09 가이후 방면     |
| M 05 주덴 도쿠시마 방면     | 보통                                 | 아와아카이시 M 07 가이후 방면 |